# Ludovicus Theissling

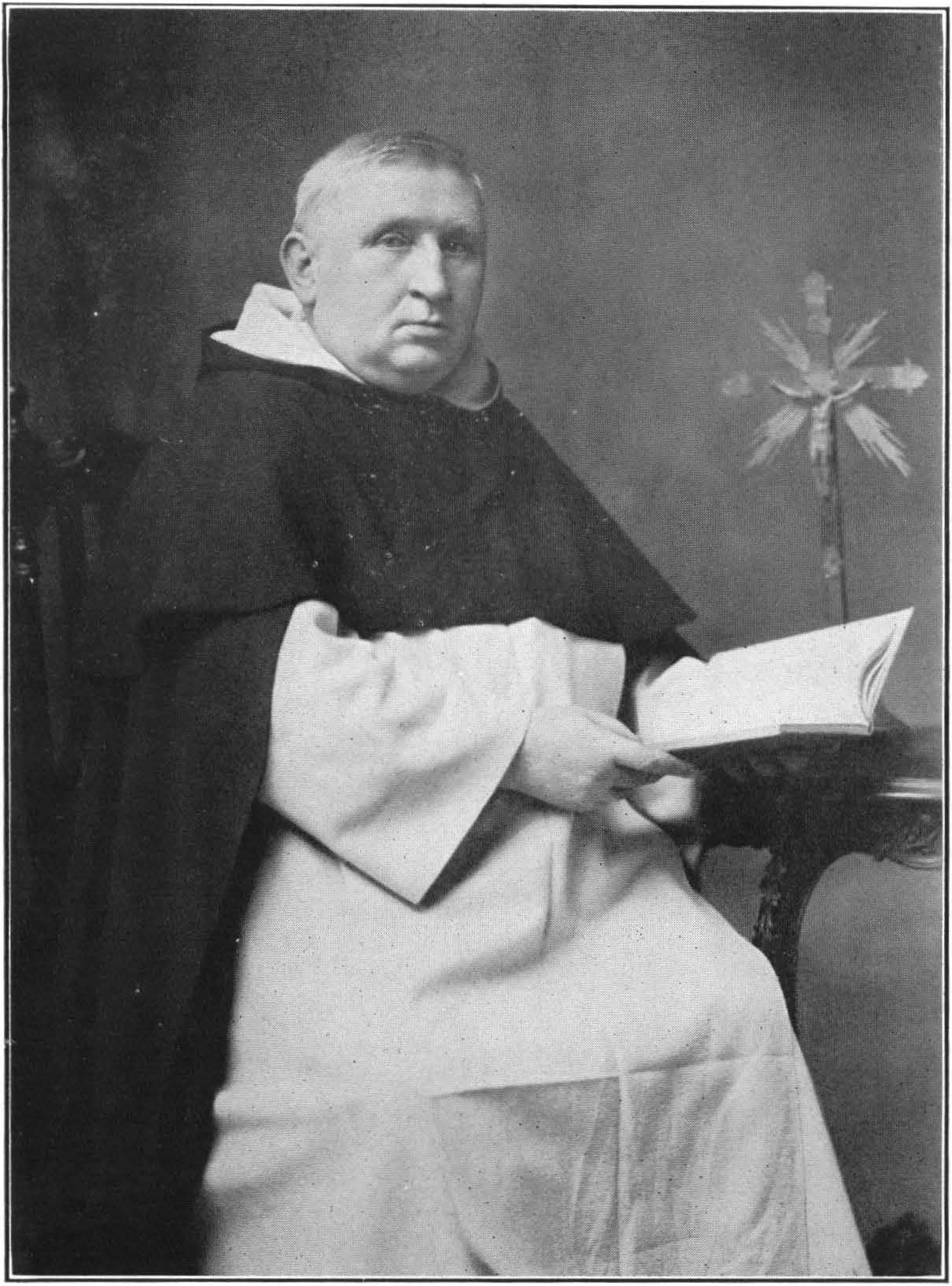

Ludovicus (Ludwig / Louis) Theissling O.P. (Alkmaar, 31 januari 1856 – Rome, 2 mei 1925) was een Nederlands geestelijke van de Rooms-Katholieke Kerk en magister-generaal van de orde der Dominicanen van 1916 tot 1925
Theissling werd geboren als Bernardus Albertus Hermanus Theissling, zoon van Johann Clemens Theissling en Antonia Micklinghoff. Hij volgde het kleinseminarie op het Dominicus College in Neerbosch bij Nijmegen en trad in 1873 toe tot de Dominicaner Orde onder de kloosternaam Ludovicus. Als frater was hij leraar op het Dominicus College van 1877-1878. In 1880 ontving hij zijn priesterwijding, hij werd prior van het klooster in Huissen in 1891, prior in Nijmegen in 1894 en provinciaal overste in 1896. Als overste was hij verantwoordelijk voor de stichting van het dominicanenklooster en de Thomaskerk te Zwolle.
In 1916 werd Theissling als eerste en enige Nederlander gekozen tot magister-generaal van de orde der Dominicanen, sinds het begin van de orde in 1216. Hij oefende de functie uit tot zijn dood in 1925. 
De intentie was dat Theissling na zijn overlijden begraven zou worden in de grafkapel van de Dominicanen op het kerkhof Campo Verano in Rome. In 1958 bleek echter dat de zinken kist te lang was geweest voor de grafkapel en daardoor 33 jaar boven aarde had gestaan. Theissling is herbegraven in de kerk van Santa Sabina naast het hoofdkwartier van de Dominicanen in Rome.